# هیروشی کومه
هیروشی کومه (انگلیسی: Hiroshi Kume؛ زادهٔ ۱۴ ژوئیهٔ ۱۹۴۴) اهل ژاپن است. وی از سال ۱۹۶۷ میلادی تاکنون مشغول فعالیت بوده‌است.